# Iglesia de San Miguel Arcángel (Alcudia de Veo)

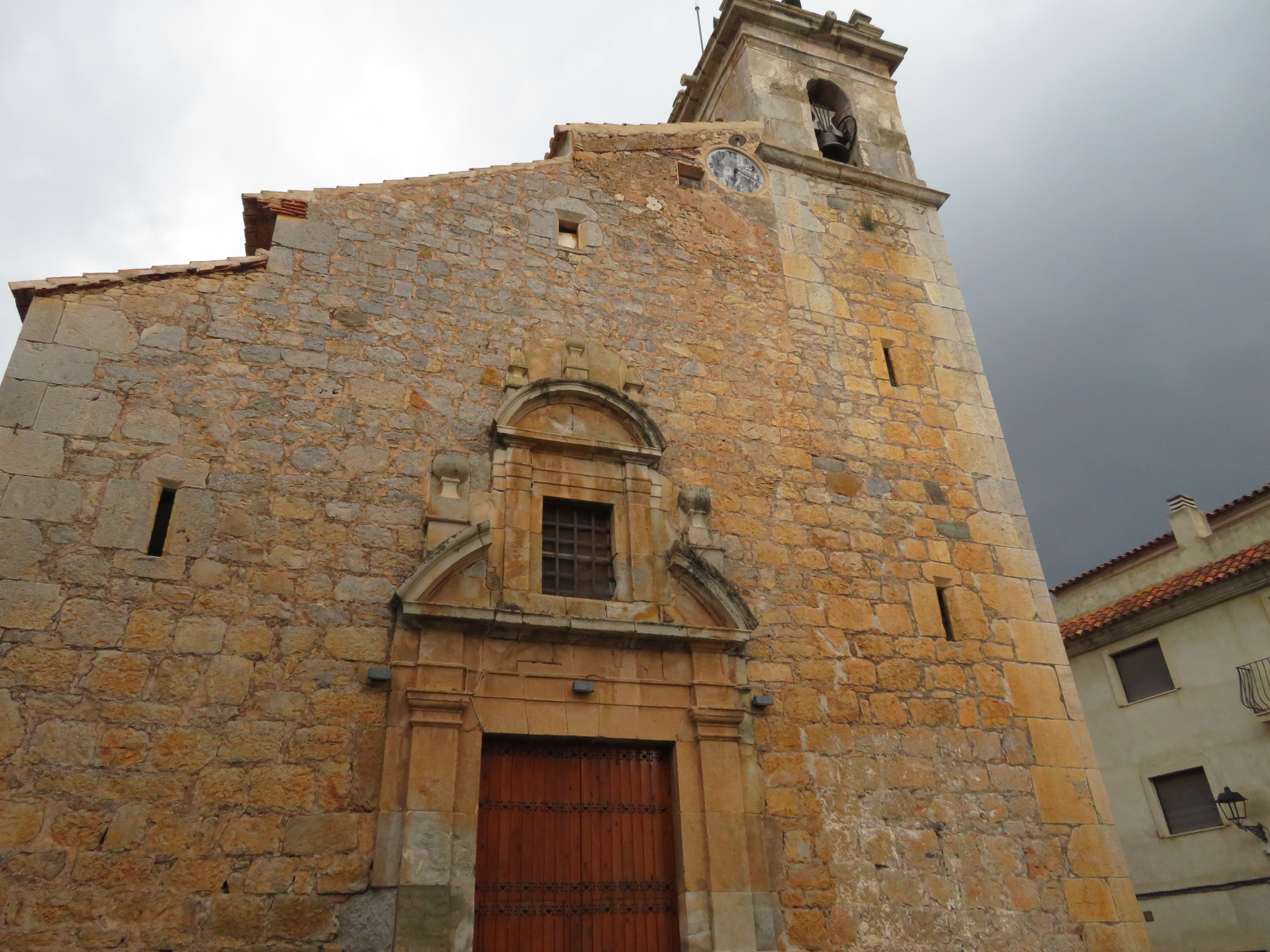
Iglesia Parroquial de San Miguel Arcángel de Alcudia de Veo.

La iglesia de san Miquel Arcángel es un templo católico en la localidad de Alcudia de Veo, en la comarca de la Plana Baja y en pleno corazón de la sierra de Espadán en España. Está integrado al Arciprestazgo de la Virgen María de Esperanza, dentro del obispado de Segorbe-Castellón. Es cabeza de parroquia y tiene como anejas las iglesias de Veo y de Benitandús.

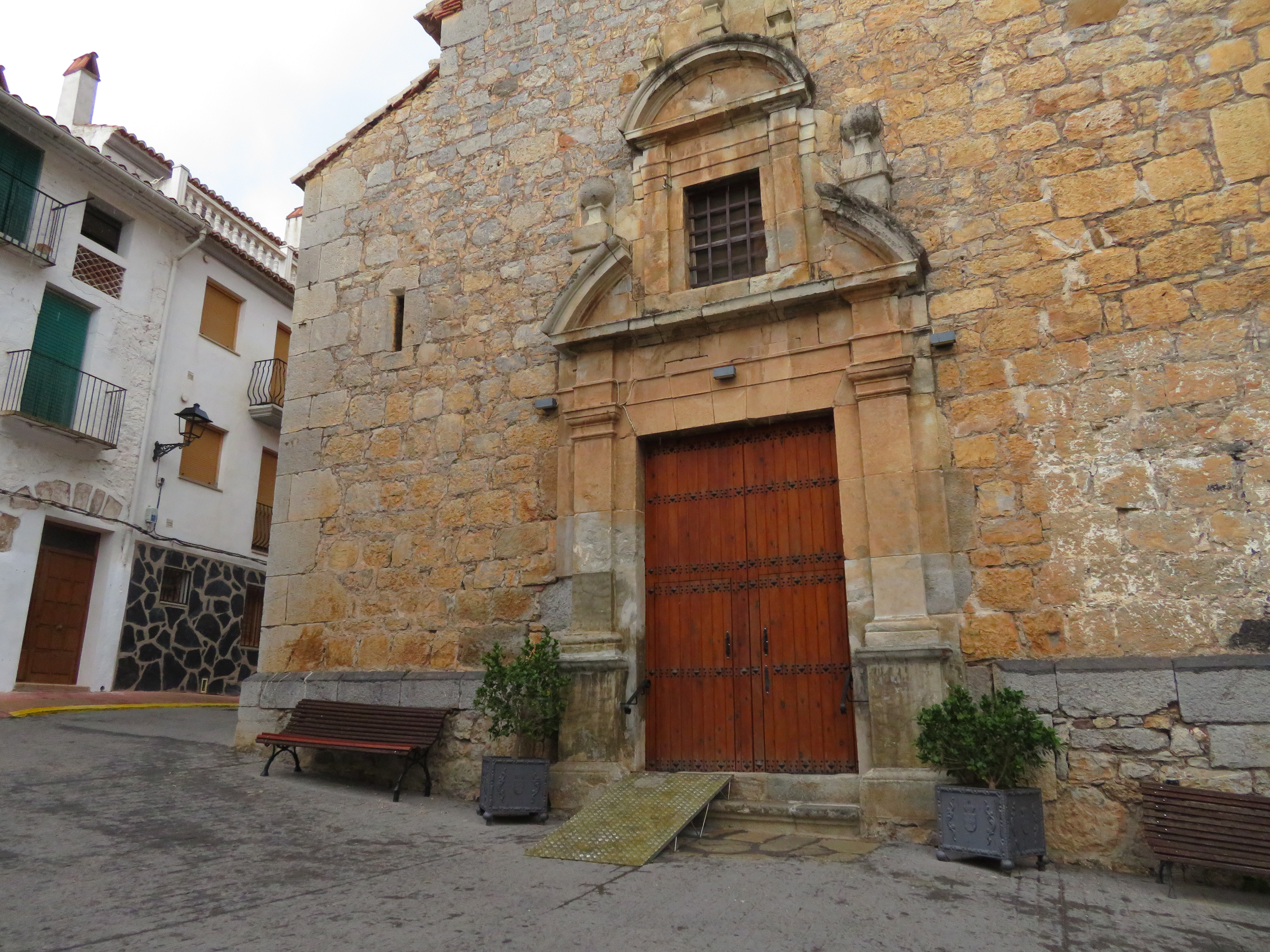
Iglesia Parroquial de San Miguel Arcángel de Alcudia de Veo.

Su construcción se inició en el siglo XVII, al ser expulsados los moriscos del Reino de Valencia y repoblar cristianos la localidad. Los nuevos pobladores reformaron la antigua mezquita, consagrada como iglesia desde la evangelización forzada de los sarracenos a mediados de siglo XVI, y la destinaron a casa Abadía, edificando un nuevo templo parroquial.
Las obras acabaron antes de 1748, pues el 23 de marzo de aquel año un terremoto sacudió el Reino de Valencia e hizo que se hundiera todo el pueblo de Alcudia de Veo, salvo la torre campanario, que cayó el día 2 de abril a causa de un segundo seísmo.
En agosto de 1936 las imágenes, retablos, ajuar y ornamentos del templo fueron quemados, durante los primeros días de la Guerra Civil Española.

## Arquitectura
La iglesia de san Miquel es un templo de reducidas dimensiones y de estilo barroco desornamentado. Presenta una sola nave rectangular con techo de bóveda y con un luneto en cada tramo. A ambos lados de ésta, abiertos por arcos de medio punto, se  ubican varios altares laterales. A los pies del templo  está el coro.
El altar mayor es de inspiración neoclásica y está parcialmente empotrado a la pared del templo. Lo preside la imagen del titular, san Miquel Arcángel, flanqueada por las de santo Francisco Javier y san Pedro Mártir. Al final del altar se  lee JHS.
La fachada es de piedra y está decorada con una portalada del mismo material al final de la cual hay una ventana. Al mismo tiempo, la portalada enmarca una puerta de madera rectangular.
La torre campanario está adosada a la fachada del templo y se divide en dos cuerpos. A pesar de que tiene ventanas para cuatro campanas, en la actualidad sólo  hay tres:
- Maria Concepción. Pieza realizada el 1955 en Valencia a partir de dos campanas anteriores del siglo XVIII, siendo al menos una de ella del año 1701.
- Santa Bárbara. Pieza del año 1737.
- Miguela. Pieza realizada el 1955 en Valencia a partir de una campana del año 1867.